# متوسط خط الطول

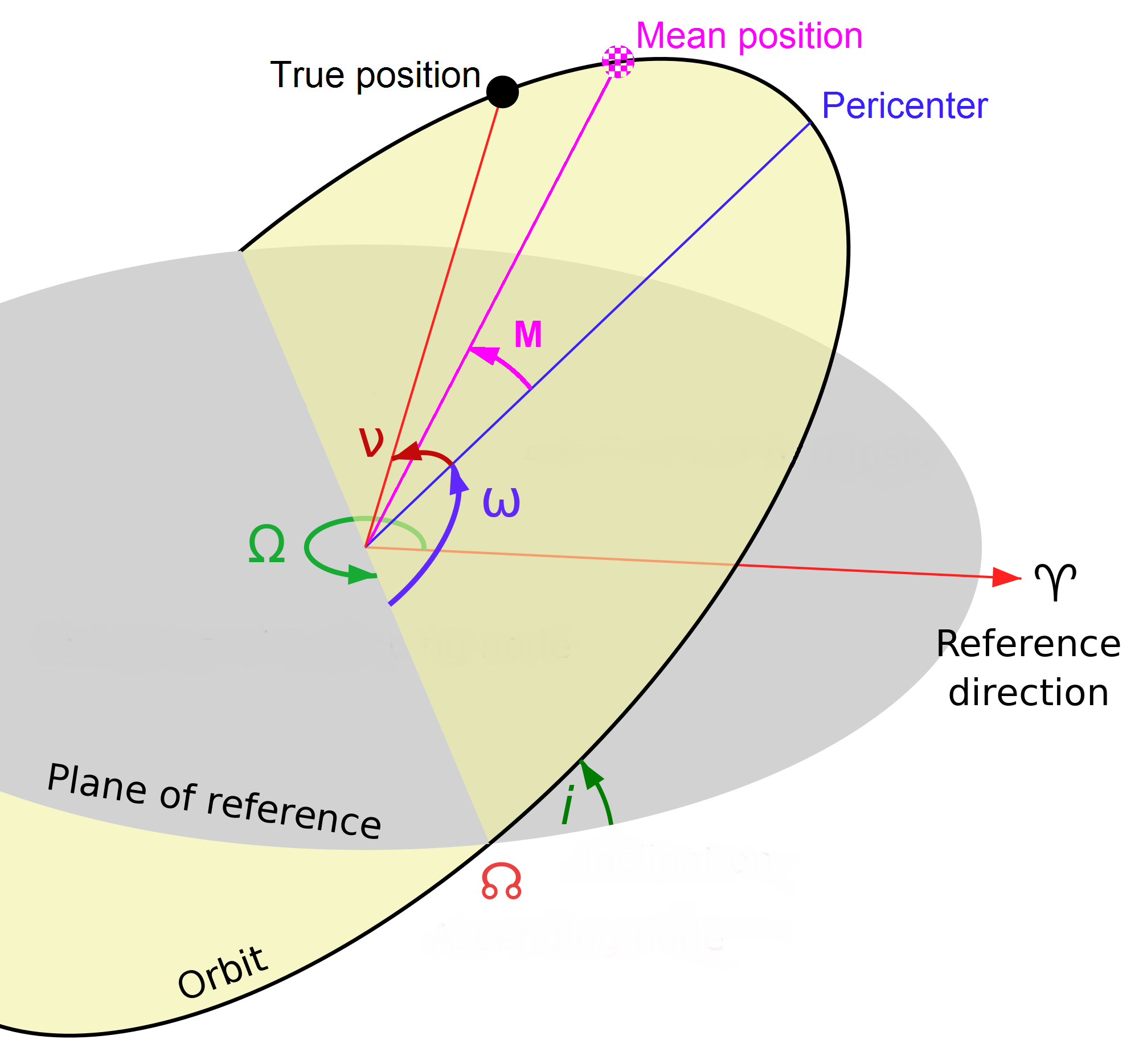
لجرم في المدار متوسط خط الطول يتم حسابة l = Ω + ω + M, حيث Ω تمثل خط طول العقدة الصاعدة, ω تمثل حجة القبوة الحضيضية و M هي زاوية وسط الشذوذ, مسافة الجسم الزاوية من الحضيض كما لو أنه انتقل بسرعة ثابتة بدلا من سرعة مدارية متغيرة لمدار إهليجي. و الطول الحقيقي يتم حسابة بالمثل, L = Ω + ω + ν, حيثν تمثل الشذوذ الحقيقي.

في الميكانيكا السماوية متوسط خط الطول هو خط طول مسار الشمس الذي يمكن أن يوجد فيه جرم في فلك إذا كان مداره دائري وخالي من الاضطرابات . ( متوسط خط الطول الموقع الذي يرُى من نقطة افتراضية عندما ينظر منها إلى المنظومة الشمسية.) يتغبر خط الطول المتوسط بمعدل ثابت مع مرور الوقت. الأوقات الوحيدة التي يكون فيها مساويا لطول الصحيح هي عندما يكون الجرم في الأوج أو الحضيض .
متوسط خط الطول مشابة لمتوسط الشذوذ لا يقيس الزاوية بين أي من الأجسام المادية بل هو مجرد مقياس موحد مناسب لقياس إلى أي مدى قد تقدم الجرم نحو مداره منذ اجتيازة الاتجاه المرجعي .متوسط خط الطول يقيس الموقع الوسطي ويفترض السرعة المدارية المنتظمة .بينما الطول الحقيقي يقيس الطول الفعلي ويفترض ان الجسم قد انتقل بسرعته الفعلية، والتي تتفاوت حول مداره الإهليليجي. والفرق بين الاثنين يعرف بمعادلة المركز.